# Educația în Japonia
Educația în Japonia își are începuturile moderne în anul 1872, când a fost introdus sistemul modern de învățământ datorită „Ordinului Educației” (学制, gakusei). Planurile școlare erau stabilite de guvern, iar manualele școlare pentru școlile primare și secundare erau fie scrise fie autorizate de către guvern. Angajații școlilor publice erau considerați funcționari de stat, și chiar și școlile particulare erau nevoite să urmeze îndrumările guvernului.
Reforma școlară din 1947, inițiată sub îndrumarea forțelor de ocupație americane, a schimbat substanțial sistemul de învățământ, decentralizând controlul asupra educației și învâțământului, dând autorizații pentru crearea unor școli particulalre autonome, și încurajând dezvoltarea învâțământului în comunități.
Manualele școlare sunt actualmente (2009) scrise de către firme particulare, dar autorizarea lor de către Ministerul Învâțământului este necesară și în ziua de astăzi (2009).
Învâțământul este obligatoriu până la terminarea școlii secundare inferioare, adică 9 clase. Circa 95% din școlile primare și secundare inferioare sunt publice. Circa 24% din licee și 73% din universități sunt particular.